# Antranik Beyrouth (basket-ball)
 (juin 2025).
Si vous disposez d'ouvrages ou d'articles de référence ou si vous connaissez des sites web de qualité traitant du thème abordé ici, merci de compléter l'article en donnant les références utiles à sa vérifiabilité et en les liant à la section « Notes et références ».
Maillots
L'Antranik Beyrouth (en arabe : الأنترانيك et en arménien occidental : Անդրանիկ), plus couramment abrégé en Antranik, est un club libanais de basket-ball fondé en 1931 et basé à quartier arménien d'Antélias située à 5 kilomètres au nord de Beyrouth, capitale du pays.

## Histoire
Le club, un des plus anciens du pays, est historiquement connu comme étant lié à la communauté arménienne du Liban.
Au terme la saison 1999-2000, l'Antranik Beyrouth perd la finale du championnat du Liban contre le Club sportif La Sagesse.
Durant les deux saisons 1998-1999 et 2002–2003 le club prend la troisième place du championnat du Liban.
Durant l'été 2004, l'Antranik Beyrouth remporte le festival sportif international arménien ayant eu lieu en Bulgarie.

## Palmarès
| National                                      |
| --------------------------------------------- |
| - Championnat du Liban (0) - Finaliste : 2000 |

### Anciens joueurs
- Sean Colson
- Ali Kanaan
- Jamie Watson
- Delonte Holland